# Font de Soldevila
La Font de Soldevila és una font del terme municipal de Salàs de Pallars, al Pallars Jussà situada en el mateix nucli urbà de la vila, al seu extrem oriental i més baix, dins del seu recinte murat.
Està situada a 597,6 m d'altitud, al costat de la torre de Soldevila, just a fora del recinte murat de Salàs de Pallars.